# جرذ كنغري بنامنتي
جرذ كنغري بنامنتي (الاسم العلمي: Dipodomys panamintinus) (بالإنجليزية: Panamint Kangaroo Rat)‏ هو نوع من الحيوانات يتبع جنس الجرذ الكنغري من فصيلة الفئران المتغايرة.